# 79129 Robkoldewey
79129 Robkoldewey è un asteroide della fascia principale. Scoperto nel 1990, presenta un'orbita caratterizzata da un semiasse maggiore pari a 2,4662224 UA e da un'eccentricità di 0,1873640, inclinata di 1,79785° rispetto all'eclittica.
L'asteroide è dedicato all'archeologo tedesco Robert Koldewey.